# Museo de Hokkaidō
El Museo de Hokkaidō (北海道博物館 Hokkaidō Hakubutsukan?) es un museo que abrió en 2015 en Sapporo, capital de la prefectura de Hokkaidō en Japón. Ubicado dentro del parque forestal de Nopporo, su exposición se centra en la naturaleza, la historia y la cultura de la isla, desde una perspectiva del noreste asiático. Asimismo, la institución realiza labores de investigación en torno al espacio natural, el pueblo ainu y la vida de los inmigrantes de Honshu.

## Historia
El museo, apodado Mori no Charenga (森のちゃれんが?), se fundó en abril de 2015. Fue el resultado de la fusión del Museo histórico de Hokkaidō, inaugurado en 1971, y el Centro de investigación cultural ainu, creado en 1994. Por ello, se considera un «museo integral» y que «representa a Hokkaidō» en general como su museo principal. También coopera con otras instituciones locales y cuenta con treinta curadores e investigadores.

## Exposición
La exposición permanente orbita alrededor de dos conceptos: «Hokkaidō como parte del noreste asiático» y «Las interrelaciones entre la naturaleza y los seres humanos», a través de cinco temas y exposiciones principales que abarcan la naturaleza, la historia y la cultura de la isla. El recorrido comienza con un prólogo titulado «Encuentro del Norte y el Sur», que exhibe los esqueletos de un Palaeoloxodon naumanni, que llegó a Hokkaidō desde Honshu, y un Mammuthus primigenius, proveniente de Sajalín.
La primera área temática, «La historia de Hokkaidō de 1.2 millones de años», exhibe estratos geográficos, así como artefactos históricos, desde objetos de la cultura Jōmon hasta la moderna Ezo. La segunda temática se titula «La cultura y la historia reciente de los ainu» y se centra en sus costumbres, historia y el impacto que tuvo la incorporación de la isla por parte del gobierno Meiji durante el siglo XIX. La tercera, «El secreto de la identidad única de Hokkaidō», muestra los cambios que sufrió durante el período Showa, así como sus productos locales y su estilo de vida. El cuarto tema, «Hacia nuestro tiempo», engloba la historia de la isla desde principios del siglo XX, incluyendo sus guerras y el desarrollo económico que ha experimentado. El último tema de la exposición permanente es «Los ecosistemas de Hokkaidō», que exhibe acerca de sus paisajes, fauna y flora.